# Eogavialis
Eogavialis é um gênero extinto da família Gavialidae que existiu do Eoceno Superior ao Plioceno. E. africanum e E. gavialoides foram descritos no gênero Tomistoma, e posteriormente transferidos para o gênero Eogavialis. Sua posição é basal na família Gavialidae, sendo considerado como incertae sedis em relação as subfamílias.